# Линдгрен, Эдгард Львович
Э́дгард Льво́вич Ли́ндгрен (10 декабря 1935 — 26 июня 2020) — советский и российский автогонщик. Наибольших успехов достиг в кольцевых автогонках: чемпион СССР 1983 года, чемпион России (1993, 1994, 1995), победитель Кубка АСПАС (1998). Входил в сборную СССР по кольцевым автогонкам. Мастер спорта международного класса.

## Биография
Дед Э. Л. Линдгрена Бернгард Линдгрен переехал в Москву из Швеции. Отец Э. Л. Линдгрена Лев Бернгардович в 1930-е годы сменил имя на Лев Борисович и национальность на русскую. В Швеции живёт сестра Э. Л. Линдгрена.
В 1955 году поступил в МВТУ им. Н. Э. Баумана. С этого времени и до 1970 года выступал в мотокроссе за команду училища, участвовал в престижных в то время Чкаловских и Ворошиловских кроссах.
Оставил мотоспорт из-за травм ног. В 1970 году перешёл на работу в лабораторию скоростных автомобилей МАДИ. Получил первый разряд по автоспорту, выступая в картинге; начал участвовать в кольцевых гонках, в классе Формула 4.
В 1971 году попал в аварию во время заездов на территории Московского ипподрома: «Москвич-412», на котором ехал Линдгрен, дважды перевернулся.
В 1976 году начал выступать в национальной Формуле 3 на «Эстонии-18М». Занял 10 место в чемпионате СССР, победил в гонках на приз газеты «Труд». Выполнил норматив кандидата в мастера спорта.
По-настоящему звёздным стал для Линдгрена 1983 год, когда он выступая на машине «Эстония-МАДИ-03» формулы «Восток» выиграл чемпионат СССР, и занял второе место в Кубке Дружбы социалистических стран. В дальнейшем был близок к повторению этого успеха, заняв на чемпионатах СССР формулы «Восток» третье (1989) и второе (1991) место.
В 1990-е годы, несмотря на преклонный для автоспорта возраст, продолжал принимать участие в теперь уже российских чемпионатах. Стал трёхкратным чемпионом России (1993—1995), а в июне 1998 года стал победителем Кубка АСПАС, один из этапов которого проходил возле здания МГУ на Воробьёвых горах.
Продолжал активно выступать в гонках до 66 лет, в 2001 году решил прекратить гоночную карьеру.
При этом, как и прежде, работал над постройкой спортивных двигателей.
В октябре 2009 года снова вышел на старт в шоссейно-кольцевых автогонках — на этот раз в Киеве, на автодроме «Чайка».
Но в силу различных технических проблем в конечном счёте доехал до финиша последним.
Более сорока лет преподавал в МАДИ, был старшим преподавателем кафедры физического воспитания..
Скончался 26 июня 2020 года.